# Ramón Pignatelli
Ramón Pignatelli y Moncayo (ur. 18 kwietnia 1734 w Saragossie, zm. 30 czerwca 1793 tamże) – hiszpański arystokrata, duchowny i polityk oświeceniowy, humanista.
Jako trzeci syn hrabiego de Fuentes i markizy de Mora y Coscojuela został przeznaczony do kariery eklezjastycznej. Studiował prawo kanoniczne na Uniwersytecie w Saragossie, którego został rektorem. Z zaangażowaniem propagował projekt budowy Kanału Aragońskiego umożliwiającego żeglugę i irygację na terenach Navarry i Aragonii, z której pochodził. Był założycielem aragońskiego stowarzyszenia Amigos del País i kanonikiem katedry w Saragossie.
Znany był również z rozwiązłego stylu życia – miał być kochankiem królowej Marii Ludwiki, a Casanova z podziwem wspominał go w swoich pamiętnikach.